# Funikuläre Myelose
Die funikuläre Myelose oder funikuläre Spinalerkrankung gehört wie die multiple Sklerose zu den Entmarkungskrankheiten. Der englische Begriff ist Subacute combined degeneration of the spinal cord (SACD). Sie entsteht durch einen Mangel an Vitamin B12 und wird durch die Zufuhr des Vitamins therapiert. Hervorstechende Symptome der Erkrankung sind Ausfälle der Motorik und Sensibilität, die sich bis zu einer Querschnittlähmung verschlimmern können. Der Krankheit zugrunde liegt eine Schädigung des Rückenmarks. Sie kann unter Umständen einer Perniziösen Anämie, die ebenfalls durch den Vitaminmangel verursacht wird, vorauslaufen.

## Ätiologie
Der Erkrankung liegt ursächlich ein Vitamin-B12-Mangel zugrunde. Häufigste Ursache ist ein Mangel von intrinsischem Faktor. Dieses Glykoprotein wird in den Belegzellen des Magens gebildet und bindet Vitamin B12. Nur die gebundene Form des Vitamins wird nicht von Verdauungsenzymen zersetzt und kann im Ileum resorbiert werden. So können die Belegzellen durch Auto-Immun-Antikörper geschädigt sein. Patienten nach einer chirurgischen Magenentfernung können ebenso keinen intrinsischen Faktor produzieren, oder bei einer nicht erkannten Zöliakie, die mit einer Zerstörung der Darmzotten des Dünndarms einhergeht. Bei Alkoholabhängigen tritt oft eine chronische Magenschleimhautentzündung auf, welche die Produktion des Faktors zum Erliegen bringt. Seltenere Ursachen sind Aufnahmestörungen im Dünndarm und relativer Vitaminmangel bei Schwangeren. Ebenso kann ein B12-Mangelzustand durch Medikamente ausgelöst werden. Als auslösend beschrieben sind zum Beispiel Phenobarbital, Zytostatika oder auch Narkosen mit Lachgas.
Weitere mögliche Ursachen des Mangelzustands sind Infestationen mit dem Fischbandwurm, der das Vitamin für sich selbst verbraucht. Ebenso können bakterielle Fehlbesiedlungen des Darmes das durch die Nahrung zugeführte Vitamin aufbrauchen. Ein veganer Ernährungsstil kann auch zu einem Vitamin-B12-Mangel führen, da für den Menschen verwendbares Vitamin fast ausschließlich in tierischer Nahrung vorkommt.

## Pathogenese
Prominent bei der Erkrankung sind Entmarkungsherde im Rückenmark in den Hinterstrangbahnen, welche Taktile Wahrnehmung und auch Propriozeption vermitteln, den Kleinhirnseitenstrangbahnen, welche ebenfalls der propriozeptiven Wahrnehmung dienen, und der Pyramidenbahn, die Bewegungsreize vermittelt. In den Entmarkungsherden gehen zuerst die Myelinscheiden um die Nervenfasern zugrunde. Darauf folgt auch der Untergang der Nervenzellen selbst. Im Endstadium wird das zerstörte Gewebe durch Narbengewebe aus Gliazellen ersetzt. In der Regel bleibt die Erkrankung auf das Rückenmark beschränkt, sie kann aber auch die Myelinscheiden peripherer Nerven in Mitleidenschaft ziehen. Sie tritt dabei am häufigsten im Hals- und Brustbereich des Rückenmarks auf. Der Mechanismus, durch den der Vitaminmangel die Markscheiden und Nervenfasern schädigt, ist bisher nicht bekannt.

## Symptome
Erstes Zeichen der Erkrankung sind als brennend empfundene Missempfindungen, die zuerst an den Händen und Füßen auftreten. Diese breiten sich im Verlauf der Krankheit auf die jeweiligen Gliedmaßen aus. Auf die sensorischen Symptome folgen Lähmung der Beine und eine Störung der Bewegungskoordination, die auf den Ausfall der sensiblen Bahnen zurückzuführen ist. Die Lähmungen können auch auf die Arme übergehen. Auch Störungen der Blasenfunktion sind beschrieben. Unbehandelt mündet die Krankheit in eine Querschnittlähmung. Da der Vitamin-B12-Speicher des Körpers rund zwei Jahre vorhält, treten die Symptome mit einer Verzögerung auf.
In der neurologischen Untersuchung zeigt sich eine diffuse Schwäche der Muskulatur der Beine und/oder der Arme ohne eine Bevorzugung umgrenzter Muskelgruppen. Der Tonus der Muskeln ist dabei gesenkt. Die Eigenreflexe sind im Verlauf erst gesteigert, um danach in ihrer Intensität abzufallen. Pathologische Reflexe sind bei vielen Patienten mit funikulärer Myelose auslösbar. Ebenso häufig sind Störungen der Sensibilität sowie des Lagesinns und des Vibrationsempfindens. Seltener sind Ausfälle der Augenmuskeln und psychiatrische Symptome wie Psychosen, Delir oder Depression.

## Diagnostik
Bei einer Messung der Nervenleitgeschwindigkeit zeigt sich diese typischerweise am motorischen wie sensiblen Nerv vermindert. In der Laboruntersuchung zeigt sich bei einem Drittel der Patienten eine typische perniziöse Anämie. Bemerkenswert ist, dass die Myelose der Anämie vorauslaufen und somit das erste Symptom des Mangelzustands sein kann. In 40 bis 50 Prozent der Fälle zeigen sich vergrößerte Erythrozyten ohne Zeichen einer Blutarmut. Des Weiteren sind im Blutbild hypersegmentierte Granulozyten auffällig. Die Messung des Blutspiegels des Vitamins B12 ist nur von eingeschränktem diagnostischen Wert. Beweisend für einen Mangel ist die Messung der Metaboliten Homocystein und Methylmalonat im Urin, welche bei der Erkrankung erhöht sind (siehe auch: Test auf Vitamin-B12-Mangel).
Außerdem ist zum Ausschluss eines Magenkarzinoms oder einer chronischen Gastritis eine Magenspiegelung anzuraten.

## Therapie und Prognose
Die Erkrankung lässt sich durch die Substitution von Vitamin B12 behandeln. Es wird durch intravenöse oder intramuskuläre Injektionen verabreicht. In der Anfangsphase werden sie täglich durchgeführt. Dank der hohen Speicherkapazität in der Leber können sie im späteren Verlauf auf jeweils eine Injektion pro Monat oder Vierteljahr vermindert werden. In frühen Fällen bilden sich die Symptome ohne bleibende Schäden zurück. Dies kann allerdings mehrere Monate dauern. Bei ausgeprägter Anämie sollte eine Eisensubstitution angedacht werden, da der Körper für die gesteigerte Neubildung roter Blutzellen große Mengen Eisen benötigt.
Durch die Vitamingabe lässt sich eine weitere Verschlimmerung der Beschwerden auf jeden Fall aufhalten. Wird die Erkrankung in einem frühen Stadium erkannt, bildet sie sich vollkommen zurück. Sind nicht nur die Myelinscheiden in den betroffenen Arealen zerstört, sondern auch die Axonzylinder, sind die Auswirkungen irreversibel, und es bleiben Restsymptome.